# Keeper of the Privy Purse

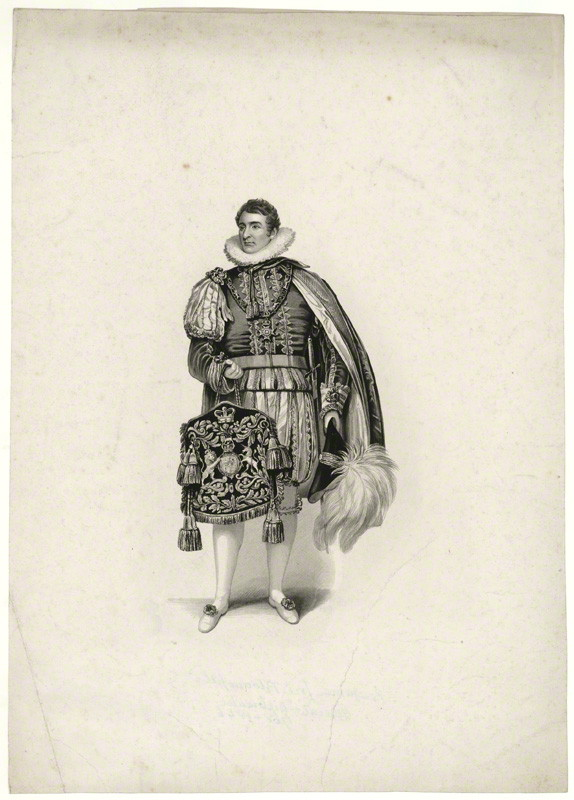
Lord Bloomfield nella veste di Keeper, trasporta il Privy Purse nella cerimonia di incoronazione di re Giorgio IV.

Il Keeper of the Privy Purse e Treasurer to the King/Queen (tesoriere del re/regina) è responsabile della tenuta delle finanze della Casa reale dei sovrani del Regno Unito.

## Funzione
Lui o lei sono Deputy Treasurer to the King/Queen per l'amministrazione dell'appannaggio reale. Lui o lei sono assistiti dal Deputy Keeper del Privy Purse per le incombenze semi private, come le scuderie da corsa, la Royal Philatelic Collection, il Royal Ascot, la Chapel Royal, il Paggio d'Onore, i Military Knights of Windsor, il Royal Maundy, il Royal Victorian Order, gli appartamenti di grazia e favore, e il Ducato di Lancaster. Questi sono finanziati dal Privy Purse (appannaggio reale), che è tratto in gran parte dal Ducato di Lancaster. Il Custode del Privy Purse incontra il monarca almeno una volta alla settimana. Durante le incoronazioni dei secoli scorsi, i detentori di questo ufficio hanno sempre portato un borsellino cerimoniale, ricamato con lo Stemma reale del Regno Unito. L'attuale Keeper of the Privy Purse and Treasurer to The King è Sir Michael Stevens.

## Lista dei Keepers of the Privy Purse

### Enrico VIII
- Henry Norris dal 1526–?1536 (giustiziato nel 1536)
- Anthony Denny c.1536 [2]

### Edoardo VI
- Peter Osborne 1551–1552

### Elisabetta I
- John Tamworth, 1559-1569 [3]
- Henry Seckford 1559–1603 [3]

### Giacomo I
- Sir Richard Molyneux, 1607–?
- George Home, c.1610–1611 [4]
- John Murray 1611–1616 [4]

### Carlo I
- Richard Molyneux, PC 1616?–1636
- Robert Carr, PC 1636?–1639

### Carlo II
- Henry Bennet, I conte di Arlington, KG, PC (1661–1662)
- Charles Berkeley, PC 1662–1665
- Baptist May 1665–1685

### Giacomo II
- James Grahme, 1685–1689

### Guglielmo III
- William Bentinck, I conte di Portland, KG, PC 1689–1700
- Caspar Frederick Henning, 1700–1702

### Anna
- Sarah Churchill, duchessa di Marlborough 1702–1711
- Abigail Masham 1711–1714

### Giorgio I
- Caspar Frederick Henning, 1714–1727

### Giorgio II
- Augustus Schutz, 1727–1757
- The Honourable Edward Finch, 1757–1760

### Giorgio III
- John Stuart, III conte di Bute, KG, PC 1760–1763
- William Breton, 1763–1773
- James Brudenell, PC 1773–1811
- The Right Honourable Sir John McMahon 1812–1817
- Benjamin Bloomfield, GCB PC 1817–1822

### Giorgio IV
- The Right Honourable William Knighton, GCH 1821–1830

### Guglielmo IV
- Henry Wheatley, GCH, CB 1830–1846

### Vittoria
- George Edward Anson 1847–1849
- The Honourable Charles Beaumont Phipps, KCB 1849–1866
- The Honourable Charles Grey 1866–1867 (congiuntamente)
- Thomas Myddleton-Biddulph, KCB 1866–1878 (congiuntamente fino al 1867)
- Henry Ponsonby, GCB 1878–1895
- The Right Honourable Fleetwood Edwards, GCVO, KCB, ISO 1895–1901

### Edoardo VII
- The Right Honourable Dighton MacNaghton Probyn, VC, GCB, GCSI, GCVO, ISO 1901–1910

### Giorgio V
- The Right Honourable William Carington, GCVO, KCB, JP 1910[5][6]–1914
- Frederick Ponsonby, GCB, GCVO, PC 1914–1935
- Clive Wigram, GCB, ,GCVO, CSI, PC 1935[7]–1936

### Giorgio VI
- Ulick Alexander 1936[8][9]-1952

### Elisabetta II
- Charles George Vivian Tryon, GCVO, KCB, DSO, OStJ 1952–1971
- Rennie Maudslay, KCB MBE 1971–1981
- Peter Miles, KCVO 1981–1987
- Shane Blewitt, GCVO 1988–1996
- Michael Peat, GCVO 1996–2002[10]
- Alan Reid, GCVO 2002–2017
- Sir Michael Stevens KCVO 2018[11]–2022

### Carlo III
- Sir Michael Stevens KCVO 2022–